# Австралийска чайка
Австралийска или сребърна чайка (Chroicocephalus novaehollandiae), е вид птица от семейство Чайкови (Laridae).
Това е най-разпространената чайка в Австралия. Среща се на целия континент, но по-специално в или в близост до крайбрежните райони. Тя е по-малка от Larus pacificus, която също се среща в Австралия.

## Разпространение и местообитание
Австралийската чайка се среща във всички щати на Австралия, както и в Нова Зеландия и Нова Каледония. Това е често срещан вид, който се адаптира много добре към градската среда и може да се забележи около търговски центрове и сметища.
Този вид чайки два пъти са регистрирани в САЩ, като една птица е отстреляна през август 1947 г. в устието на река Женезе, езерото Онтарио, а друга е снимана в окръг Салем, Ню Джърси, през есента на 1996 г. Смята се, че и двете са избягали от плен.

## Подвидове
Известни са три подвида:
- C. n. forsteri (Mathews, 1912) – северна и североизточна Австралия, Нова Каледония
- C. n. novaehollandiae (Stephens, 1826) – южна Австралия и Тасмания
- C. n. scopulinus (Forster, JR, 1844) – Нова Зеландия

## Описание
Главата, тялото и опашката са бели. Крилата са светлосиви с бели петна и черни връхчета. Възрастните варират на дължина от 40 до 45 см, имат яркочервени човки, като колкото по-ярко е червеното, толкова по-възрастна е птицата. По-младите имат кафяви шарки на крилата си и тъмен клюн. Средният размах на крилата е около 94 см.

## Хранене
Храни се с червеи, риби, насекоми и ракообразни.

## Размножаване
Размножаването се извършва от август до декември, обикновено в големи колонии на острови недалеч от сушата. Гнездото е разположено на земята и се състои от водорасли, корени и стъбла на растения. Гнездата могат да бъдат намерени в ниски храсти, скали и пристанища. Типичният размер на люпилото е едно до три яйца.